# Вецикон
Вецикон (фр. Wetzikon, итал. Wetzikon) је град у северној Швајцарској. Вецикон је шести по величини град кантона Цирих.

## Природне одлике
Вецикон се налази у северном делу Швајцарске. Од најближег већег града, Цириха град је удаљен 30 км источно.
Рељеф: Вецикон се налази у омањој долини, близу Пфафикерског језера. Окружење града равничарско до брдовито, што је за услове изразито планинске Швајцарске веома повољна околност. Јужно од града издиже се северније горје Алпа.
Клима: Клима у Вецикону је умерено континентална.
Воде: Кроз Вецикон не протиче ниједан значајнији водоток, али је непосредно до града смештено Пфафикерско језеро.

## Историја
Подручје Вецикона је било насељено још у време праисторије и Старог Рима, али није имало велики значај. Касније, овде се развило насеље.
Почетком 16. века, у доба реформације, становништво су примили протестантизам.
Током 19. века Вецикон се почиње полако развијати и јачати економски. Тада град добија одлике градског насеља. Ово благостање се задржало до дан-данас.

## Становништво
2021. године Вецикон је имао 25.451 становника. Од тога приближно 26,7% су страни држављани.
Језик: Швајцарски Немци чине традиционално становништво града и немачки језик је званични у граду и кантону. Међутим, градско становништво је током протеклих неколико деценија постало веома шаролико, па се на улицама Вецикона чују бројни други језици. Тако данас немачки говори 83,8% градског становништва, а прате га италијански (5,7%) и албански језик (1,9%).
Вероисповест: Месни Немци су у 16. веку прихватили протестантизам. Међутим, последњих деценија у граду се знатно повећао удео римокатолика. Данашњи верски састав града је: протестанти 45,0%, римокатолици 31,3%, а следе их атеисти, муслимани и православци.

## Галерија слика
- Главна улица Вецикона
- Поглед на Вецикон и оближња села
- Дворац Вецикон у 18. веку
- Градска индустрија